# Sierra de Salinas (ZEPA)
Sierra de Salinas (ZEPA) este o arie protejată (arie de protecție specială avifaunistică — SPA) din Spania întinsă pe o suprafață de 7.734,79 ha, integral pe uscat.

## Localizare
Centrul sitului Sierra de Salinas (ZEPA) este situat la coordonatele 38°32′00″N 0°57′24″W / 38.5333°N 0.9567°V.

## Înființare
Situl Sierra de Salinas (ZEPA) a fost declarat arie de protecție specială avifaunistică în iunie 2009 pentru a proteja 22 de specii de animale.

## Biodiversitate
Situată în ecoregiunea mediteraneană, aria protejată conține 11 habitate naturale: Lande oro-mediteraneene cu formațiuni endemice de grozamă, Dune împădurite cu Pinus pinea și/sau Pinus pinaster, Vegetație gipsofilă iberică (Gypsophiletalia), Pseudostepă cu ierburi și specii anuale de Thero-Brachypodietea, Matorral arborescenți cu Juniperus spp., Pajiști carstice calcaroase sau bazofile, de Alysso-Sedion albi, Galerii și tufărișuri riverane sudice (Nerio-Tamaricetea și Securinegion tinctoriae), Pante stâncoase calcaroase cu vegetație casmofită, Păduri de Quercus ilex și Quercus rotundifolia, Dune cu tufărișuri sclerofile Cisto-Lavenduletalia, Tufărișuri termo-mediteraneene și de pre-deșert.
La baza desemnării sitului se află mai multe specii protejate:
- păsări (16): pescăruș albastru (Alcedo atthis), fâsă-de-câmp (Anthus campestris), acvilă de munte (Aquila chrysaetos), buha (Bubo bubo), pasărea ogorului (Burhinus oedicnemus), ciocârlie-cu-degete-scurte (Calandrella brachydactyla), șerpar (Circaetus gallicus), șoim călător (Falco peregrinus), Galerida theklae, acvilă pitică (Hieraaetus pennatus), ciocârlie de pădure (Lullula arborea), ciocârlie de bărăgan (Melanocorypha calandra), Oenanthe leucura, Pyrrhocorax pyrrhocorax, turturică (Streptopelia turtur), silvie de tufiș (Sylvia undata)
- mamifere (6): liliac cu aripi lungi (Miniopterus schreibersii), liliac cu urechi de șoarece (Myotis blythii), liliac cu picioare lungi (Myotis capaccinii), liliac cărămiziu (Myotis emarginatus), liliacul mediteranean cu potcoavă (Rhinolophus euryale), liliacul mare cu potcoavă (Rhinolophus ferrumequinum)